# Neachandella
Neachandella là một chi bướm đêm thuộc họ Cosmopterigidae.